# Escola José Luchese
A Escola Estadual de Ensino Médio José Luchese, ou simplesmente  Luchese, é uma escola pública da cidade de Lagoa Bonita do Sul, no estado do Rio Grande do Sul. Foi a primeira escola do Brasil a receber o Selo Solar.